# Oliver Skopec
Oliver Skopec (* 1985 in Ulm) ist ein deutscher Unternehmer und Politiker (BSW). Er ist seit 2024 Mitglied im Landtag Brandenburg.

## Leben und Beruf
Oliver Skopec ist der Sohn einer deutschen Mutter und eines tschechischen Vaters und ist in Amstetten (Württemberg) aufgewachsen. Skopec studierte von 2006 bis 2008 Kommunikationswissenschaften an der UdK Berlin und war dann in der Gründerbranche aktiv. Er wirkte unter anderem beim Netzwerk SchülerVZ mit.
Skopec lebt in Woltersdorf (bei Berlin) und hat vier Kinder.

## Politik
Skopec wurde 2024 Mitglied beim Bündnis Sahra Wagenknecht. Bei der Landtagswahl in Brandenburg 2024 wurde er auf den 14. Listenplatz der Landesliste gesetzt und in den 8. Brandenburger Landtag gewählt.